# Glas Tulaichean

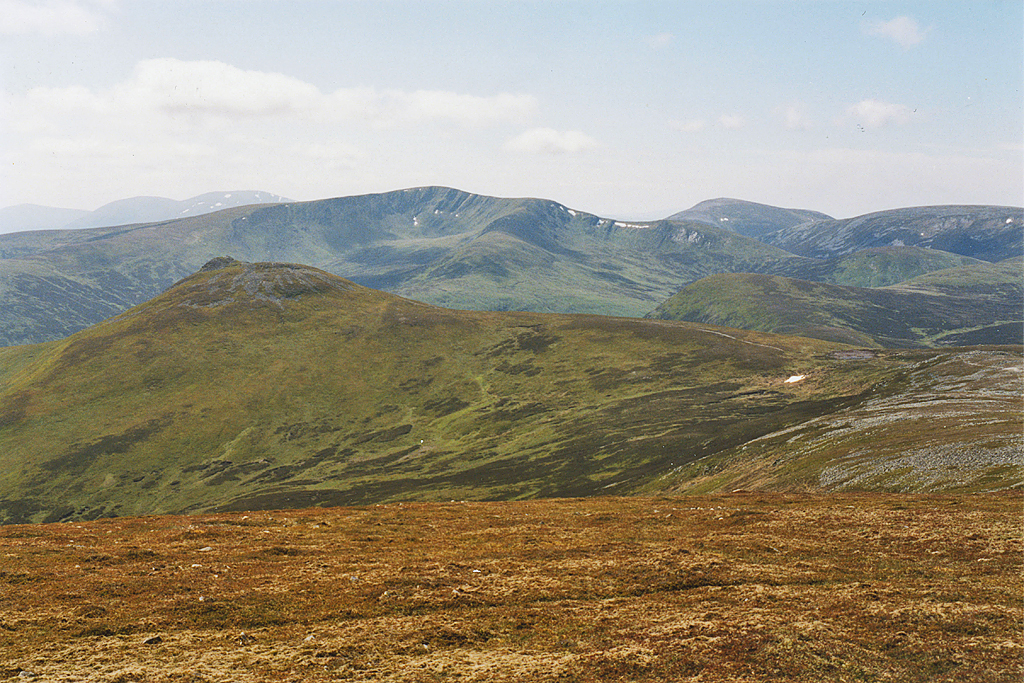
Blick vom östlich liegenden Càrn a’ Gheòidh zum Glas Tulaichean (Bildmitte) und zum Càrn an Rìgh (rechts)

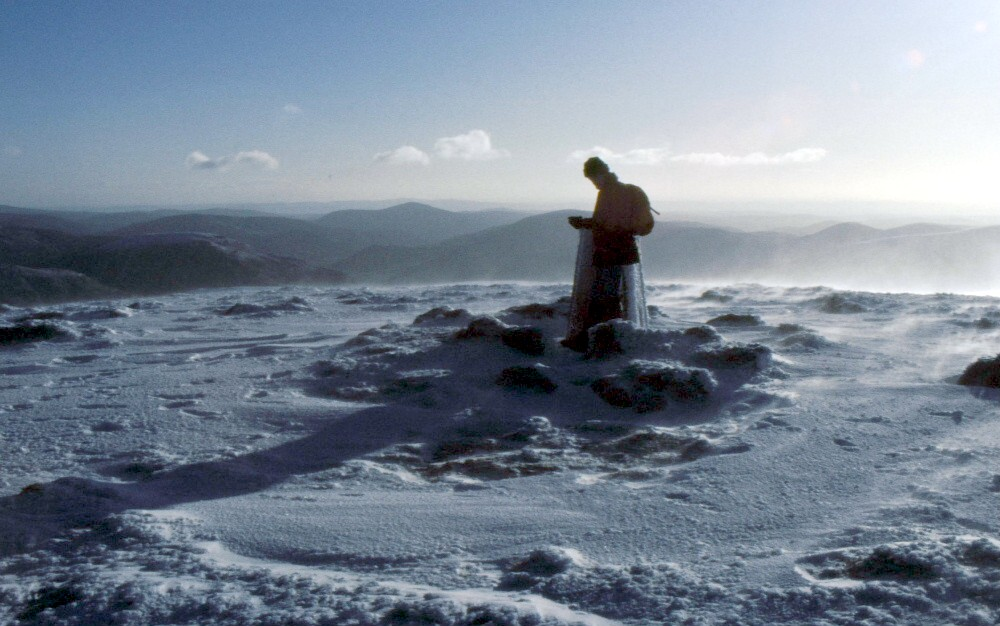
Der Gipfel des Glas Tulaichean mit trigonometrischem Punkt

Der Glas Tulaichean ist ein als Munro und Marilyn eingestufter, 1051 Meter hoher Berg in Schottland. Sein gälischer Name kann in etwa mit Graugrüne Hügel übersetzt werden.
Er liegt in der Council Area Perth and Kinross in den Grampian Mountains etwa 35 Kilometer nordwestlich von Blairgowrie and Rattray und 18 Kilometer südwestlich von Braemar in einer weitgehend unbewohnten Berglandschaft westlich des Cairnwell Pass in einem auch als Mounth bezeichneten Teil der Grampians zwischen den oberen Enden von Glen Shee und Glen Tilt. Der Glas Tulaichean wird südlich von Glen Lochsie und östlich von Gleann Taitneach begrenzt, beide münden südöstlich des Berges in das Glen Shee. Nach Nordwesten fällt der Berg in das Gleann Mòr ab, das weiter westlich in Glen Tilt mündet. Aufgrund seines Naturreichtums ist der Berg als Site of Special Scientific Interest (SSSI) ausgewiesen.
Der Glas Tulaichean ist ein komplexer Berg mit einem breiten kuppelförmigen Gipfelplateau. Während der Berg nach Süden und Südwesten mit relativ sanften, von Heide- und Moorflächen dominierten Hängen ausläuft, fällt er nach Nordwesten etwas steiler mit grasdurchsetzten Hängen in das Gleann Mòr ab. Nach allen Richtungen mit Ausnahme der Nordwestseite laufen Grate, die sich teils noch verzweigen und in Vorgipfeln enden. Sie tragen zum komplexen Aufbau des Glas Tulaichean bei. Nach Westsüdwest verläuft ein relativ schwach ausgeprägter breiter Grat, der im etwa 860 Meter hohen Fàire Ghlinne Mhòir endet, von dem wiederum zwei weitere breite kurze Rücken nach Süden weiterlaufen. Nach Süden erstreckt sich ebenfalls ein breiter, direkt vom Gipfelplateau ausgehender Grat, der allmählich bis ins Glenn Lochsie abfällt. 
Lediglich nach Osten besitzt der Glas Tulaichean auffälligere, steil abfallende und felsige Strukturen. Drei Grate umschließen auf dieser Seite des Berges mit dem Glas Choire Bheag und dem Glas Choire Mhòr zwei markante Corries oberhalb des Gleann Taitneach. Der südlichste dieser drei nach Osten führenden Grate teilt sich nochmals in Richtung Südosten auf. Während der westliche der beiden breiten Grate relativ kurz ist, führt der östliche Grat bis zum gut fünf Kilometer entfernt vom Hauptgipfel liegenden, steil über Glen Lochsie aufragenden, 802 Meter hohen Creag Bhreac. Der nördlichste Grat endet kurz vor dem kleinen, nordöstlich liegenden Bergsee Loch nan Eun. Der höchste Punkt liegt relativ nahe an der Abbruchkante in das Glas Choire Mhòr und ist durch einen Trigonometrischen Punkt gekennzeichnet. Er bietet gute Aussichten in alle Richtungen über die einsame Bergwelt der südlichen Cairngorms.
Ausgangspunkt für eine Besteigung des Glas Tulaichean ist Dalmunzie House, ein einsam etwa drei Kilometer westlich der kleinen, an der A93 liegenden Ortschaft Spittal of Glenshee stehendes Hotel. Von dort führt der Zustieg über die Trasse der 1978 stillgelegten Dalmunzie Railway bis zur Ruine der Glenlochsie Lodge und weiter auf einem breiten, für Geländewagen nutzbaren Weg über den sanft ansteigenden Südgrat des Glas Tulaichean bis kurz vor den Gipfel. Munro-Bagger kombinieren die Besteigung oft mit einer Tour auf einen der nördlich benachbarten Munros, den 1045 Meter hohen Beinn Iutharn Mhòr oder den 1029 Meter hohen Càrn an Rìgh. Übergänge zu beiden Gipfeln sind über den Nordgrat und durch das Gleann Mòr möglich.